# Šarišské Čierne
Šarišské Čierne est un village de Slovaquie situé dans la région de Prešov.

## Histoire
Première mention écrite du village en 1414.

## Démographie

### Évolution de la population
| Année:               | 1994. | 2004.   | 2014.   | 2024.   |
| -------------------- | ----- | ------- | ------- | ------- |
| Nombre de personnes: | 357   | 325     | 301     | 299     |
| Différence:          |       | -8,96 % | -7,38 % | -0,66 % |

| Année:               | 2023. | 2024.   |
| -------------------- | ----- | ------- |
| Nombre de personnes: | 294   | 299     |
| Différence:          |       | +1,70 % |